# Cyclophora rubearia
Cyclophora rubearia là một loài bướm đêm trong họ Geometridae.